# دانيال سمول
دانيال سمول (بالإنجليزية: Danielle Small)‏ (7 فبراير 1979 بسيدني في أستراليا - ) هي لاعبة كرة قدم أسترالية في مركز الوسط، شاركت في الألعاب الأولمبية الصيفية 2004. وشاركت مع منتخب أستراليا لكرة القدم للسيدات. أما مع النوادي، فقد لعبت مع سيدني إف سي ‏.

## وصلات خارجية
- دانيال سمول على موقع الاتحاد الدولي (مؤرشف)  (الإنجليزية)
- دانيال سمول على موقع قاعدة بيانات كرة القدم.إي يو (الإنجليزية)
- دانيال سمول على موقع Soccerway.com (الإنجليزية)
- دانيال سمول على موقع أوليمبيديا (الإنجليزية)
- دانيال سمول على موقع اللجنة الأولمبية الأسترالية (الإنجليزية)